# Copa Constitució 2000-2001
La Copa Constitució 2000-2001 è stata la 9ª edizione della Coppa di Andorra di calcio, disputato tra il gennaio ed il 3 giugno 2001. Il FC Santa Coloma ha vinto il trofeo per la seconda volta.

## Turno preliminare
| Squadra 1                 | Risultato | Squadra 2                  |
| ------------------------- | --------- | -------------------------- |
| Sporting Club d'Escaldes  | 2 - 3     | CE Principat               |
| FC Santa Coloma B         | 1 - 2     | FC Encamp                  |
| Casa Estrella del Benfica | 5 - 0     | FC Encamp B                |
| FC Lusitanos              | 1 - 2     | Deportivo La Massana       |
| Inter Club d'Escaldes     | 0 - 1     | FC Santa Coloma            |
| FC Lusitans B             | 2 - 1     | Sporting Club d'Escaldes 2 |
| Frankfurt Cerni           | 0 - 7     | FC Rànger's                |

## Quarti di finale
Il CE Principat passa il turno dopo i tiri di rigore.
| Squadra 1                 | Risultato | Squadra 2       |
| ------------------------- | --------- | --------------- |
| Casa Estrella del Benfica | 0 - 8     | UE Sant Julià   |
| FC Lusitanos B            | 0 - 1     | FC Rànger's     |
| Deportivo La Massana      | 2 - 5     | FC Santa Coloma |
| CE Principat              | 1 - 1     | FC Encamp       |

## Semifinale
Gli incontri si disputarono il 31 maggio 2001
| Squadra 1     | Risultato | Squadra 2       |
| ------------- | --------- | --------------- |
| CE Principat  | 1 - 5     | FC Santa Coloma |
| UE Sant Julià | 6 - 0     | FC Rànger's     |

## Finale
La finale si giocò il 3 giugno 2001
| Aixovall 3 giugno 2001 | FC Santa Coloma | 2 – 0 | UE Sant Julià | Estadi Comunal d'Aixovall |